# Skateboard électrique
 (août 2023).
Si vous disposez d'ouvrages ou d'articles de référence ou si vous connaissez des sites web de qualité traitant du thème abordé ici, merci de compléter l'article en donnant les références utiles à sa vérifiabilité et en les liant à la section « Notes et références ».

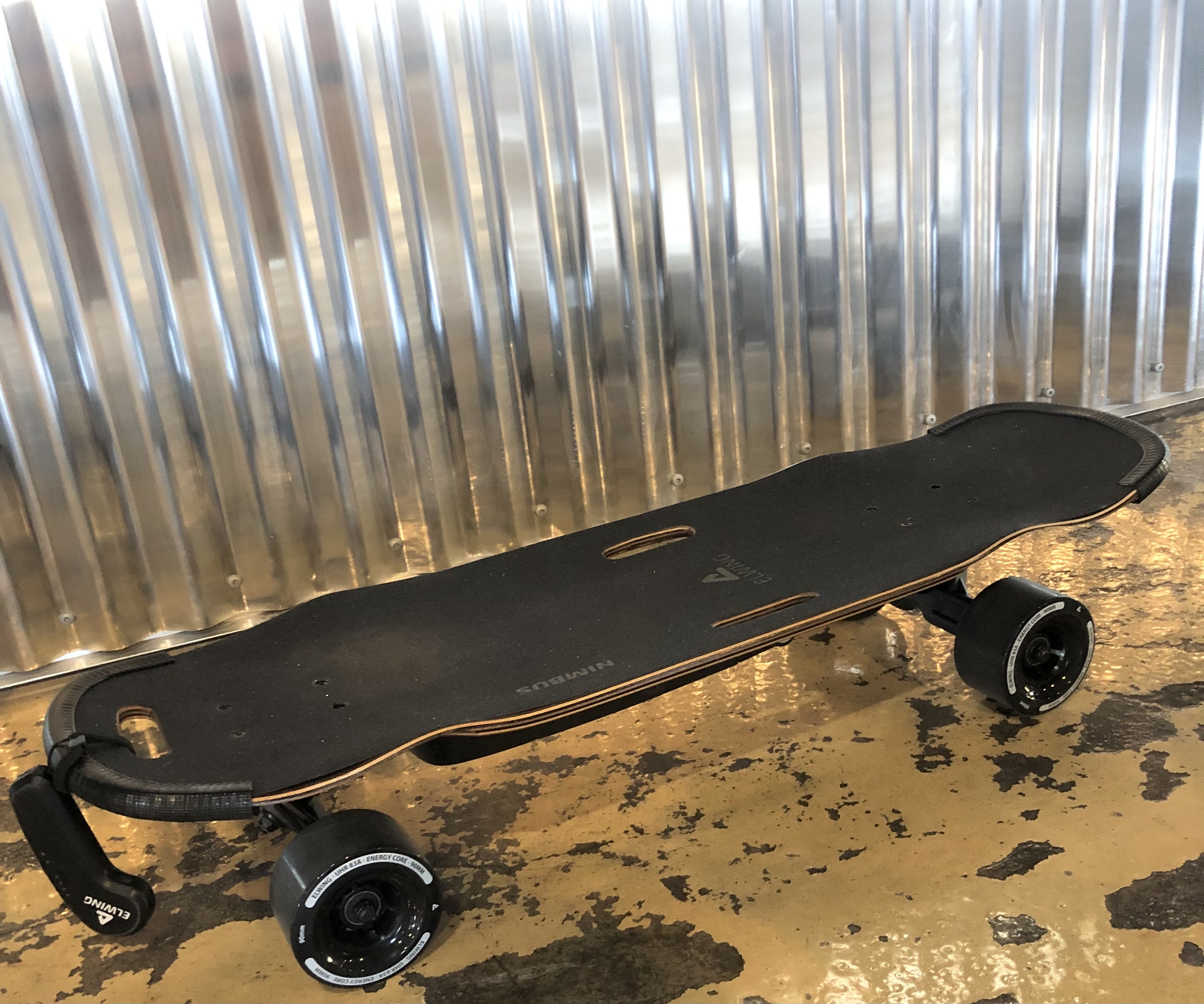
Modèles de skateboards électriques vers 2021

Le skateboard électrique, une fusion de technologie moderne et de culture du skateboard, est devenu un moyen de transport urbain populaire et une nouvelle forme de loisir. Alliant la simplicité du skateboard traditionnel à la puissance de la motorisation électrique, il a transformé la manière dont les gens se déplacent en milieu urbain. Un skateboard électrique est un véhicule électrique de transport personnel, basé sur un skateboard. 

## Histoire

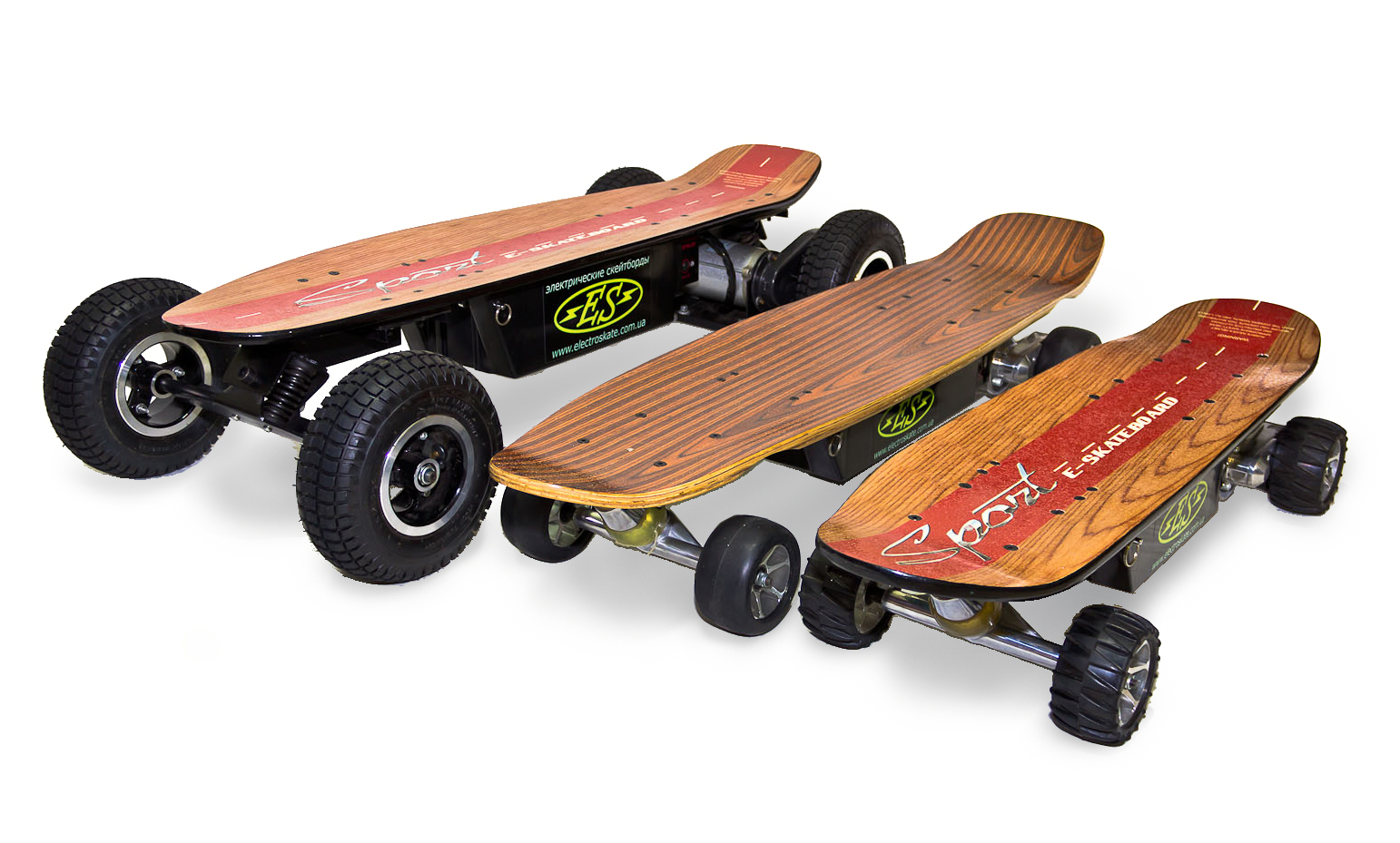
Modèles de skate électriques vers 2012

### Années 1970: MotoBoard, les premiers pas
L'idée de motoriser un skateboard a vu le jour dans les années 1970 avec l'introduction du MotoBoard, un skateboard alimenté par de l'essence. Bien que novateur, ces modèles ont été rapidement abandonnés en raison de préoccupations environnementales, notamment la pollution atmosphérique, et de leur niveau sonore élevé.

### Années 1990: Louie Finkle, la renaissance électrique
À la fin des années 1990, le concept de skateboard motorisé a été revisité, cette fois avec une approche électrique. Louie Finkle, un pionnier de Seal Beach, Californie, a introduit l'un des premiers skateboards électriques sans fil. Ce développement a marqué le début d'une nouvelle ère pour les skateboards motorisés, ouvrant la voie à une multitude d'innovations dans les années à venir.

### Années 2000: l'avènement des batteries lithium-ion
Avec l'émergence des batteries lithium-ion au début des années 2000, le skateboard électrique a connu une véritable révolution. Ces batteries, plus légères et offrant une plus grande autonomie, combinées à des moteurs électriques plus efficaces, ont permis aux skateboards électriques de gagner en popularité. Les riders pouvaient désormais parcourir de plus longues distances, à des vitesses plus élevées, tout en profitant d'une expérience de conduite améliorée.

### Depuis 2010: Innovations et popularité croissante
La dernière décennie a vu une explosion d'innovations dans le domaine du skateboard électrique. Des entreprises ont introduit des modèles contrôlés par l'équilibre, offrant une expérience de conduite unique. Parallèlement, les plateformes de financement participatif, telles que Kickstarter et Indiegogo, ont permis à de nombreuses startups de présenter leurs innovations au grand public. Ces plateformes ont joué un rôle crucial dans l'accélération de l'adoption des skateboards électriques, en facilitant la mise en relation entre les inventeurs et les consommateurs passionnés.

## Fonctionnement
Au-delà de la simple propulsion, le skateboard électrique intègre une technologie avancée qui permet une interaction fluide entre le rider et la machine, garantissant une expérience de conduite optimale. 

### Le plateau (Deck)
Le cœur du skateboard, le plateau, est généralement fabriqué à partir de matériaux robustes comme le bois ou le composite. Il est conçu pour supporter le poids de l'utilisateur tout en offrant une flexibilité pour une conduite confortable.

### La batterie
Fixée généralement sous le plateau, la batterie est l'une des composantes essentielles du skateboard électrique. Elle alimente les moteurs et détermine l'autonomie du skateboard. Les avancées technologiques ont permis de développer des batteries plus légères et plus performantes, augmentant ainsi la distance que l'on peut parcourir avec une seule charge.

### Les moteurs
Les moteurs sont les éléments qui propulsent le skateboard. Ils sont habituellement intégrés dans les trucks du skateboard. Selon les modèles, on peut trouver deux moteurs (un dans chaque truck) ou quatre moteurs, soit un pour chaque roue. Ces moteurs, alimentés par la batterie, génèrent la puissance nécessaire pour propulser le skateboard à différentes vitesses.

## Utilisation

### Préparation et mise en marche
L'utilisation d'un skateboard électrique nécessite une certaine familiarité avec son fonctionnement, qui diffère légèrement de celui d'un skateboard traditionnel. Avant de commencer, il est essentiel de s'assurer que la batterie est entièrement chargée pour garantir une autonomie optimale pendant le trajet. La plupart des modèles sont équipés d'indicateurs LED qui signalent le niveau de charge de la batterie.
Pour mettre en marche le skateboard électrique, l'utilisateur doit généralement appuyer sur un bouton situé sur la planche ou sur la télécommande.

### Contrôle et navigation
Une fois activé, le skateboard peut être contrôlé à l'aide d'une télécommande dédiée ou, pour certains modèles plus récents, via une application mobile connectée en Bluetooth. Ces dispositifs permettent d'accélérer, de freiner et, dans certains cas, de changer le mode de conduite (par exemple, du mode débutant au mode expert).
L'accélération et le freinage sont majoritairement contrôlés à l'aide de gâchettes ou de boutons sur la télécommande. Pour avancer, l'utilisateur appuie ou glisse la gâchette vers l'avant, et pour freiner ou reculer, il fait l'inverse.

### Direction et équilibre
Bien que la propulsion soit électrique, la direction reste manuelle. Comme avec un skateboard traditionnel, c'est l'inclinaison et le poids du corps de l'utilisateur qui déterminent la direction de la planche. En se penchant vers la gauche ou la droite, l'utilisateur peut tourner ou carver. Il est important de noter que la maîtrise de la direction nécessite une certaine pratique, en particulier à des vitesses plus élevées.

### Sécurité et recommandations
Enfin, pour garantir une utilisation en toute sécurité, il est recommandé de porter un équipement de protection approprié, tel qu'un casque, des protège-poignets et des genouillères, surtout pour les débutants ou lors de la conduite à haute vitesse.

## Vitesse
La vitesse d'un skateboard électrique est généralement contrôlée par une commande manuelle ou par le déplacement du poids de l'utilisateur. La plupart des skateboards électriques peuvent atteindre des vitesses allant de 20 à 25 km/h, bien que certains modèles puissent monter jusqu'à 50 km/h. En 2015, un record a été établi avec un skateboard électrique atteignant une vitesse impressionnante de 95,83 km/h.